# Kanton Montmédy
Kanton Montmédy (fr. Canton de Montmédy) je francouzský kanton v departementu Meuse v regionu Grand Est. Tvoří ho 45 obcí. Před reformou kantonů 2014 ho tvořilo 25 obcí.

## Obce kantonu
od roku 2015:
| - Avioth - Azannes-et-Soumazannes - Bazeilles-sur-Othain - Brandeville - Bréhéville - Breux - Chaumont-devant-Damvillers - Chauvency-le-Château - Chauvency-Saint-Hubert - Damvillers - Delut - Dombras - Écouviez - Écurey-en-Verdunois - Étraye - Flassigny - Gremilly - Han-lès-Juvigny - Iré-le-Sec - Jametz - Juvigny-sur-Loison - Lissey - Louppy-sur-Loison | - Marville - Merles-sur-Loison - Moirey-Flabas-Crépion - Montmédy - Peuvillers - Quincy-Landzécourt - Remoiville - Réville-aux-Bois - Romagne-sous-les-Côtes - Rupt-sur-Othain - Thonne-la-Long - Thonne-les-Près - Thonne-le-Thil - Thonnelle - Velosnes - Verneuil-Grand - Verneuil-Petit - Vigneul-sous-Montmédy - Villécloye - Ville-devant-Chaumont - Vittarville - Wavrille |

před rokem 2015:
- Avioth
- Bazeilles-sur-Othain
- Breux
- Chauvency-le-Château
- Chauvency-Saint-Hubert
- Écouviez
- Flassigny
- Han-lès-Juvigny
- Iré-le-Sec
- Jametz
- Juvigny-sur-Loison
- Louppy-sur-Loison
- Marville
- Montmédy
- Quincy-Landzécourt
- Remoiville
- Thonne-la-Long
- Thonne-les-Près
- Thonne-le-Thil
- Thonnelle
- Velosnes
- Verneuil-Grand
- Verneuil-Petit
- Vigneul-sous-Montmédy
- Villécloye